# E-Rates
Die E-Rates sind ein standardisiertes elektronisches Ratenblatt, um die einfache Übermittlung und Verarbeitung von Luftfrachtraten zwischen Fluggesellschaften und Speditionen zu ermöglichen. Bis zur Einführung der E-Rates wurden in Speditionen Raten manuell erfasst. Neben dem hohen Fehlerpotenzial gab es auch hohe Distributions- und Erfassungskosten.
Die E-Rates haben nichts mit den von der IATA veröffentlichten Luftfrachtraten „The Air Cargo Tariff and Rules (TACT)“ oder den „e-Tariffs“ für den Passagiertransport zu tun.

## Entstehung
Von der BARIG wurde eine technische Arbeitsgruppe ins Leben gerufen, die sich bei der IATA in Frankfurt am Main am 31. Juli 2002 zum ersten Mal traf. Mitglieder des Arbeitskreises kamen von der IATA Agents Liaison Working Group – Cargo (ALWG-C), BARIG, Lufthansa, Air France, Korean Airlines, Aer Lingus, Capitol International ASO GmbH, UTi Deutschland GmbH, Schenker AG und der Daco-Air Transport GmbH. Um die Entwicklungs- und Pflegekosten für alle Beteiligten so niedrig wie möglich zu halten, wurde von einer Softwarelösung abgesehen. Es wurde übereingestimmt, dass eine standardisierte Microsoft-Excel-Datei die beste Lösung sei, da Excel weit verbreitet ist.
Nach vier Monaten Entwicklungszeit wurden die E-Rates veröffentlicht.

## Struktur
Der Dateiname beginnt mit dem ISO-Ländercode, gefolgt von dreistelligen Code der Fluggesellschaft. Nach einem Unterstrich folgt ein Kürzel für Standardraten (G), Spezialraten (S) oder Consolraten (C), das Datum im Format JJMM. Nach einem weiteren Unterstrich folgt der vierstellige Code des Agenten oder „ALL“, wenn die Raten für alle Speditionen gelten. Nach einem letzten Unterstrich folgt die zweistellige Versionsnummer. Ein Beispiel für Standardraten der Lufthansa, gültig für alle Speditionen ab April 2012: DE020_G1204_ALL_01.xls.
Die E-Rates bestehen aus drei Blättern: den eigentlichen Raten (E-Rates), Informationen der Fluggesellschaften (Airline Info) und einer Beschreibung der E-Rates (Instructions).
Die ersten neun Zeilen des Blattes E-Rates enthalten den Namen der ausgebenden Fluggesellschaft, optional den Namen einer Spedition und deren IATA-CASS-Abrechnungsnummer. Ab der zehnten Zeile beginnen die eigentlichen Daten in der Reihenfolge: Neuheitenmarker, Ländercode von dem Land, in dem die Raten gelten, IATA-Nummer, CASS-Nummer, Städtename, Städtecode, Flughafencode und Ländercode des Zielflughafens, Zwei-Buchstaben-Code und dreistelliger Zahlencode der Fluggesellschaft, GSA-Name, Produktname, Gefahrgutmarker, Prepaid/Collect Marker, Startdatum, Enddatum, Ländercode des Abgangsflughafens, Drei-Buchstaben-Code des Abgangsflughafens, Währung, die Raten in der Staffelung Minimum, N, 45, 100, 250, 300, 500 und 1000 kg, ULD-Name, ULD-Pivot-Gewicht, ULD-Rate, ULD-Pauschalrate, ULD-Over-Pivot-Rate und Bemerkungen.
Das Blatt „Airline Infos“ kann freigelassen oder mit beliebigen Informationen gefüllt werden. Meistens werden hier diverse Zuschläge für Treibstoff, Sicherheit und Gefahrgut, sowie Anlieferadressen aufgeführt.
In den „Instructions“ werden detailliert die Formatierungen und möglichen Werte der Felder sowie die Dateinamenkonvention erläutert.
Die Verteilung der Raten übernehmen die Fluggesellschaften oder deren General Sales Agents (GSA). Diese senden die E-Rates-Datei an eine standardisierte E-Mail-Adresse ihrer Kunden. Diese Adressen bekommt die Fluggesellschaft von der Spedition selbst, bis zum Juni 2012 auch von der IATA. Um die Distribution zu vereinfachen, hatte die IATA ein Communication Tool entwickelt. Hier konnten sich Fluggesellschaften und Speditionen registrieren lassen. Diese Aufgabe hat die Webseite e-rates.aero ab September 2012 übernommen. Dort werden auch die E-Rates ausführlich erklärt.
Mit Stand April 2012 werden in Deutschland von 191 Fluggesellschaften E-Rates herausgegeben.